# Нели Доспевска
Недялка Станиславова Доспевска е българска преводачка от английски език, есеистка и литературна критичка.

## Биография
Нели Доспевска е родена на 15 септември 1915 година в София в семейството на Елисавета и Станислав Доспевски, агроном. Баща ѝ загива няколко седмици по-късно в боевете при Криволак. Правнучка е на видния художник от Българското възраждане Станислав Доспевски. Завършва Американския колеж в София.
Известна е най-вече с преводите си на книги на Чарлз Дикенс, сред които „Дейвид Копърфилд“, „Оливър Туист“, „Коледна песен“, а също така и на Джек Лондон, Драйзер, Текери, Марк Твен, Кенет Кларк, Фицджералд, Капоти, Синклер Луис, Ф. Купър, Джон Пристли, Франсис Стюарт, Франц Верфел, Чарлс Пърси Сноу и др.
Съпруга е на писателя Димитър Димов. През 1985 г. издава книга за него – „Познатият и непознат Димитър Димов“. Тяхна дъщеря е Сибила Димова.
Умира през 1988 година.